# Stichting Vrienden van het Surinaams Recht
De Stichting Vrienden van het Surinaams Recht (SVSR) is een Nederlandse organisatie die het doel heeft om juristen in Suriname te ondersteunen. De stichting werd op 19 april 2023 opgericht en de kick-off vond plaats op 29 juni 2023 in een ruimte van de Nederlandse Hoge Raad in Den Haag.
Het idee is afkomstig van de notaris Aniel Autar. Bij bezoeken aan zijn geboorteland Suriname is hij geregeld gevraagd om lezingen te geven. Hierdoor realiseerde hij zich de grote behoefte aan meer kennis in Suriname. Het oprichtingsbestuur bestaat uit:
- Voorzitter: Aniel Autar
- Secretaris: Sieta Autar-Matawlie
- Penningmeester: Joy Maikoe
- Overige bestuursliden: Hugo Fernandes Mendes en Dick van Dijk

Verder is er een Comité van Aanbeveling met daarin Lilian Gonçalves-Ho Kang You, Lodewijk Valk, Humberto Tan (naast presentator ook meester in de rechten) en Marilyn Haime. Leden bestaan uit rechters, notarissen, advocaten, juristen uit het bedrijfsleven, beleidsmakers, en hoogleraren en andere docenten. Verder zijn er organisaties betrokken als de Koninklijke Notariële Beroepsorganisatie (KNB).
Over de oprichting zei Autar dat de stichting vooral dienend wil optreden en "We leggen bij het Surinaamse Hof van Justitie, onderwijsinstituten en beroepsorganisaties ons oor te luister om na te gaan waar we kunnen faciliteren." Aangesloten juristen worden in kaart gebracht en aangemoedigd artikelen te schrijven voor het Surinaams Juristenblad.
De president en procureur-generaal van de Hoge Raad, Dineke de Groot en Edwin Bleichrodt, brachten in november 2022 een bezoek aan het Surinaamse Hof van Justitie en ondertekenden toen een samenwerkingsovereenkomst met de Surinaamse president van het Hof, Iwan Rasoelbaks. Er is sindsdien gebouwd aan een Kennisplein Suriname, met daarin de arresten van de Hoge Raad, zodat deze te raadplegen zijn door Surinaamse rechters en het Surinaamse opleidingsinstituut Centrum voor Democratie en Rechtspleging. Verder werd in 2023 gewerkt aan het beschikbaar stellen van tijdschriften en vijfduizend digitale boeken. Het centrum betrok in oktober 2024 een pand op de hoek van de Mr. Dr. J.C. de Mirandastraat en de Mr. F.H.R. Lim A Postraat.